# Зелёный Яр (Джанкойский район)
Зелёный Яр (укр. Зелений Яр, крымскотат. Zelönıy Yar, Зелёный Яр) — село в Джанкойском районе Республики Крым, входит в состав Завет-Ленинского сельского поселения (согласно административно-территориальному делению Украины — Завет-Ленинского сельского совета Автономной Республики Крым).

## Население
| 2001 | 2014 |
| ---- | ---- |
| 182  | ↘129 |

Всеукраинская перепись 2001 года показала следующее распределение по носителям языка
| Язык             | Процент |
| ---------------- | ------- |
| русский          | 90.66   |
| украинский       | 8.24    |
| крымскотатарский | 1.1     |

### Динамика численности
- 1939 год — 315 чел.[10]
- 1989 год — 199 чел.[10]
- 2001 год — 182 чел.[11]
- 2009 год — 180 чел.[12]
- 2014 год — 129 чел.[13]

## Современное состояние
На 2017 год в Зелёном Яру числится 1 улица — Ленина; на 2009 год, по данным сельсовета, село занимало площадь 36 гектаров на которой, в 34 дворах, проживало 180 человек.

## География
Зелёный Яр — село на севере района, в степном Крыму, на берегу одного из заливов Сиваша, высота над уровнем моря — 5 м. Соседние сёла: Мартыновка в 2 км на юг и Яснополянское в 4,2 км на север. Расстояние до райцентра — около 26 километров (по шоссе), ближайшая железнодорожная станция — Солёное Озеро — примерно 9 километров. Транспортное сообщение осуществляется по региональной автодороге 35Н-181 Рюмшино — Зелёный Яр (по украинской классификации — С-0-10457).

## История
Судя по известным историческим документам, Зелёный Яр образован между 1926 годом (в материалах переписи 1926 года он ещё не записан) и 1938-м годом, когда уже обозначен на 5-ти километровой карте Генштаба 1938 года. По сведениям «Крымскотатарской энциклопедии» по данным всесоюзной переписи населения 1939 года в селе проживало 315 человек, на подробной карте РККА северного Крыма 1941 года в Зелёном Яре отмечено 28 дворов.
Во время Великой Отечественной войны, при отступлении Красной армии после прорыва советской обороны войск на Перекопе, в октябре 1941 года у села Зелёный Яр погибли семь моряков 7-й бригады морской пехоты и два бойца 106-й стрелковой дивизии. Местные жители похоронили погибших, имена павших не установлены. В апреле 1944 года, во время освобождения Крыма в бою в районе сёл Зелёный Яр и Карач-Барач погибли 24 воина из состава 417-й стрелковой дивизии. 13 апреля 1944 года павших перезахоронили из Карач-Барача в братскую могилу на сельском кладбище Зелёного Яра. В 1947 году на могиле установили обелиск, в 1976 году был сооружён новый памятник. Постановлением Совета министров Республики Крым № 627 от 20 декабря 2016 года памятник отнесён к категории объектов культурно-исторического наследия России регионального значения.
В 1944 году, после освобождения Крыма от фашистов, 12 августа 1944 года было принято постановление № ГОКО-6372с «О переселении колхозников в районы Крыма» и в сентябре 1944 года в район приехали первые новоселы (27 семей) из Каменец-Подольской и Киевской областей, а в начале 1950-х годов последовала вторая волна переселенцев из различных областей Украины. С 25 июня 1946 года Зелёный Яр в составе Крымской области РСФСР, 26 апреля 1954 года Крымская область была передана из состава РСФСР в состав УССР. Время включения в Завет-Ленинский сельсовет пока не установлено: на 15 июня 1960 года село уже числилось в его составе. По данным переписи 1989 года в селе числилось 199 человек. С 12 февраля 1991 года село в восстановленной Крымской АССР, 26 февраля 1992 года переименованной в Автономную Республику Крым С 21 марта 2014 года — в составе Республики Крым России.
По сведениям сборника «Города и села Украины. Автономная Республика Крым…» село основано в 1958 году.